# Parectecephala andalusiaca
Parectecephala andalusiaca är en tvåvingeart som först beskrevs av Gabriel Strobl 1899.  Parectecephala andalusiaca ingår i släktet Parectecephala och familjen fritflugor. Inga underarter finns listade i Catalogue of Life.